# Консо (город)
Консо — город в Эфиопии, расположенный на реке Саган на юго-западе страны, административный центр одноимённой уорэды, где проживает одноимённый народ, входит в состав Области Народностей Южной Эфиопии. Население на 2005 год составляло 4593 человека.
В 2011 году город был включён в список Всемирного наследия ЮНЕСКО как место, окрестности которого богаты ископаемыми останками гоминид, а также благодаря традиции изготовления скульптур религиозного назначения вака. Экономика города основана на сельском хозяйстве, хлопкоткачестве и пчеловодстве, в последние годы начинает развиваться туризм. В 2007 году в городе была основана пермакультурная ферма.